# Australian Network for Plant Conservation
The Australian Network for Plant Conservation (ANPC) is een organisatie die zich richt op de promotie en ontwikkeling van bescherming van planten die van nature voorkomen in Australië. De organisatie is in 1991 opgericht. Het hoofdkwartier is gevestigd in Canberra. 
De ANPC brengt personen die zich bezighouden met de bescherming van planten met elkaar in contact. Er worden workshops en cursussen georganiseerd met betrekking tot de bescherming van planten en het herstellen van de natuur waaronder het terugzetten van in het wild verdwenen planten. Elke twee jaar organiseert de ANPC een conferentie, waarvan  de eerste in 1993 is gehouden.
De organisatie publiceert over bevindingen uit wetenschappelijk onderzoek en de praktijk. Er wordt onder meer gepubliceerd over technieken en richtlijnen ter bescherming van planten. Hiervoor heeft ANPC meerdere boeken gepubliceerd. Het tijdschrift Australasian Plant Conservation (voorheen bekend als Danthonia) verschijnt elk kwartaal en is inbegrepen bij het lidmaatschap van de organisatie. 